# Coffin ship

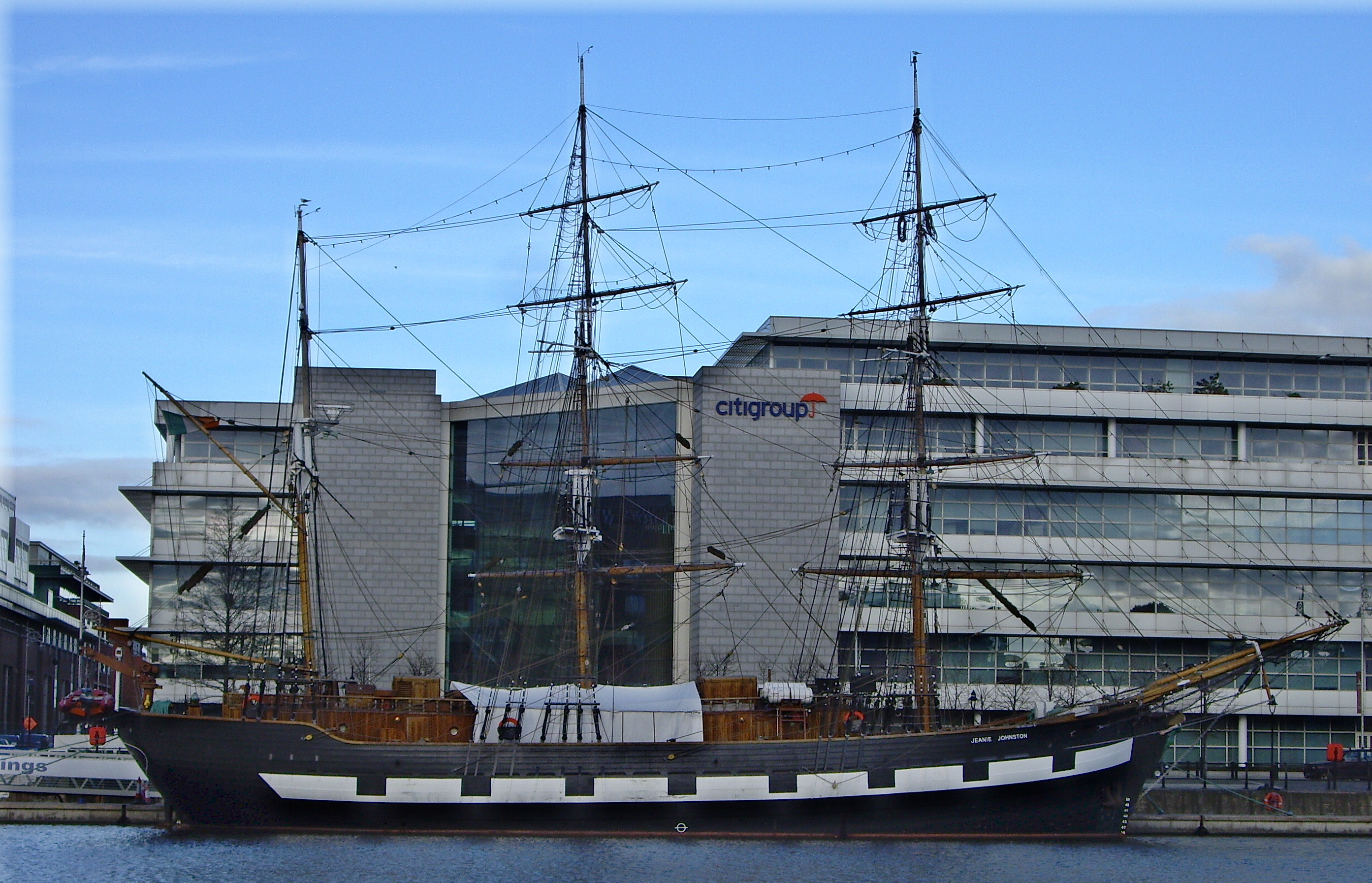
De Jeanie Johnston, een zogenaamd good ship. Dit waren coffin ships waar de omstandigheden beter waren en er normaliter geen doden vielen.

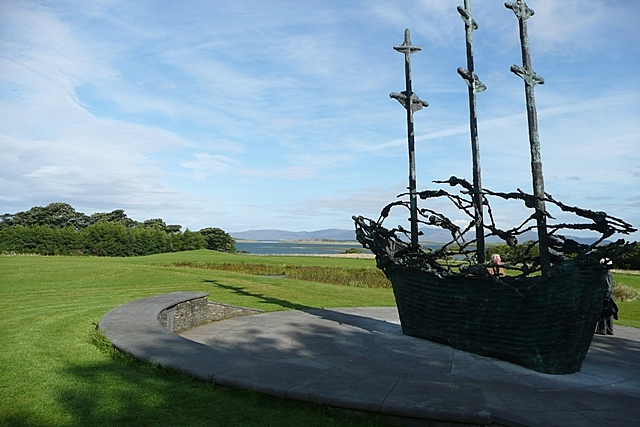
Het nationale monument voor de Ierse hongersnood stelt een coffin ship voor

Een coffin ship (letterlijk: 'doodskistschip') was de bijnaam van schepen die in de 19e eeuw voornamelijk Ieren en Schotten naar de Nieuwe Wereld brachten. Na het uitbreken van de Ierse hongersnood en de ontruiming van de Hooglanden gingen Ieren en Schotten massaal op zoek naar een beter leven. 
Ondanks de hoge sterftecijfers aan boord (30% was vrij normaal) kozen vele Ieren en Schotten vanwege de lage prijs voor de coffin ships. De schepen, veelal overvol, waren vaak slecht voorzien van drinken en eten, waardoor er massaal ziekten uitbraken. Met name de tyfus en cholera zorgden voor veel doden. Bij aankomst werden de immigranten vaak in quarantaine gezet. Door de sterftecijfers werd er gezegd dat haaien de schepen konden volgen, dit vanwege de grote aantallen lijken die overboord werden gegooid.

## Wetgeving
Om de slechte toestanden op de schepen aan te pakken, nam het parlement van het Verenigd Koninkrijk in 1803 de Passenger Vessels Act aan. Deze wet moest de hygiëne, voedsel- en drinkvoorzieningen verbeteren, maar werd menigmaal ontdoken. Een aangescherpte wet uit 1828 stelde een maximumaantal passagiers op coffin ships vast. Door vanuit niet-Britse havens te vertrekken, werd deze wetgeving echter eveneens ontdoken. Pas na 1867 werd de wetgeving steeds effectiever.

## Monument
Het Ierse nationale monument voor de Ierse hongersnood bestaat uit een groot bronzen coffin ship en staat aan de voet van de Croagh Patrick in Murrisk. Het beeld is gemaakt door John Behan en werd in 1997 onthuld door de Ierse presidente Mary Robinson.